# Mount Breaker
Mount Breaker är ett berg i Antarktis. Det ligger i Västantarktis. Argentina, Chile och Storbritannien gör anspråk på området. Toppen på Mount Breaker är 880 meter över havet.
Terrängen runt Mount Breaker är varierad. Havet är nära Breaker åt sydväst. Trakten är obefolkad. Det finns inga samhällen i närheten.